# Grabkapelle des Nebamun
Bei der Grabkapelle des Nebamun handelt es sich um eine altägyptische Grabkapelle, die 1820 von Giovanni d’Athanasi in Theben-West entdeckt und deren Wandmalereien im Auftrage Henry Salts entfernt wurden. Die elf wichtigsten Fragmente der Wandmalereien befinden sich heute im British Museum und gehören zu den bekanntesten Kunstwerken des Alten Ägypten. Sie datieren um 1400–1350 v. Chr., was der Regierungszeit von Thutmosis IV. oder Amenophis III. in der 18. Dynastie (Neues Reich) entspricht. Nach zehnjähriger Forschungs- und Restaurierungsarbeit wurden die Darstellungen 2009 wieder der Öffentlichkeit zugänglich gemacht. Da der Fundort der Fragmente nicht vermerkt wurde, konnte die Grabkapelle bis heute nicht wiederentdeckt bzw. einem bekannten Grab zugeordnet werden.

## Entdeckung
Eine Schlüsselfigur bei der Entdeckung und Beschaffung war der Sammler Henry Salt, der ab 1815 als Generalkonsul in Kairo tätig war und der unter anderem mit Hilfe von Giovanni Battista Belzoni und Giovanni d’Athanasi eine ansehnliche Sammlung altägyptischer Objekte zusammentrug. Giovanni d’Athanasi fand die Grabkapelle 1820 in der Nekropole der Noblen in Theben-West, allerdings wurde in dieser Zeit dem genauen Aufzeichnen der Fundumstände nicht viel Beachtung beigemessen, so dass darüber nicht viel bekannt ist. Die erhaltenen Fragmente von Nebamuns Grabkapelle sind sicherlich nur ein kleiner Teil der Malereien, welche die Grabwände dekorierten. Es ist möglich, dass die Wände noch zu einem großen Teil erhalten waren, als sie d’Athanasi entdeckte, und dass er und sein Team nur die schönsten Szenen beziehungsweise die Szenen, die am besten in Salts Sammlung passten, entfernten, wobei lebendig wirkende Szenen mit Tieren und Tänzern bevorzugt wurden. Durch diese Arbeit wurde vermutlich ein großer Teil der Grabkapelle stark beschädigt, wodurch sie heute nicht mehr eindeutig identifiziert werden kann.
Zehn der elf Fragmente im British Museum wurden mit Salts erster Sammlung vom British Museum für 2000 Pfund, die Salt als „armseligen Betrag“ bezeichnete, erworben und 1821 nach London verschifft. Weitere kleinere Fragmente befinden sich heute im Ägyptischen Museum Berlin, im Musée des Beaux-Arts in Lyon und im Musée Calvet in Avignon.

## Grabinhaber
Auf allen Wandmalereien ist Nebamuns Name beschädigt, lässt sich aber eindeutig rekonstruieren. Sein voller Titel lautete „Schreiber und Getreideverwalter im Getreidespeicher der Göttlichen [Opfer des Amun]“. Dieser Titel situiert Nebamun in einen tieferen Stand der Personen mit Privatgräbern, aber seine Arbeit stand in Verbindung mit dem Karnak-Tempel, eine der mächtigsten Institutionen der damaligen Zeit. In der Tempelhierarchie war er nicht allzu hochgestellt, da er kein Aufseher war. Er war vermutlich für die Verteilung von Getreide an verschiedene Orte und Personen sowie das Sammeln und Liefern des Getreides, das dem König zustand, verantwortlich. Landwirtschaftliche Szenen wie in seinem Grab waren ein häufiges Motiv von Personen mit solchen Titeln.
Keine überlieferte Inschrift bezeugt, wann Nebamun lebte, aber der Stil seiner Szenen legt die Regierungszeit von Thutmosis IV. (ca. 1397–1388 v. Chr.) oder Amenophis III. (ca. 1388–1351 v. Chr.) nahe. Die stilistische Ähnlichkeit mit den Gräbern von Nacht (TT52) und Menna (TT69) lässt einige Ägyptologen sogar vermuten, dass sie vom selben Künstler oder von derselben Gruppe von Künstlern bemalt wurden.

## Die Malereien

### Opferszene

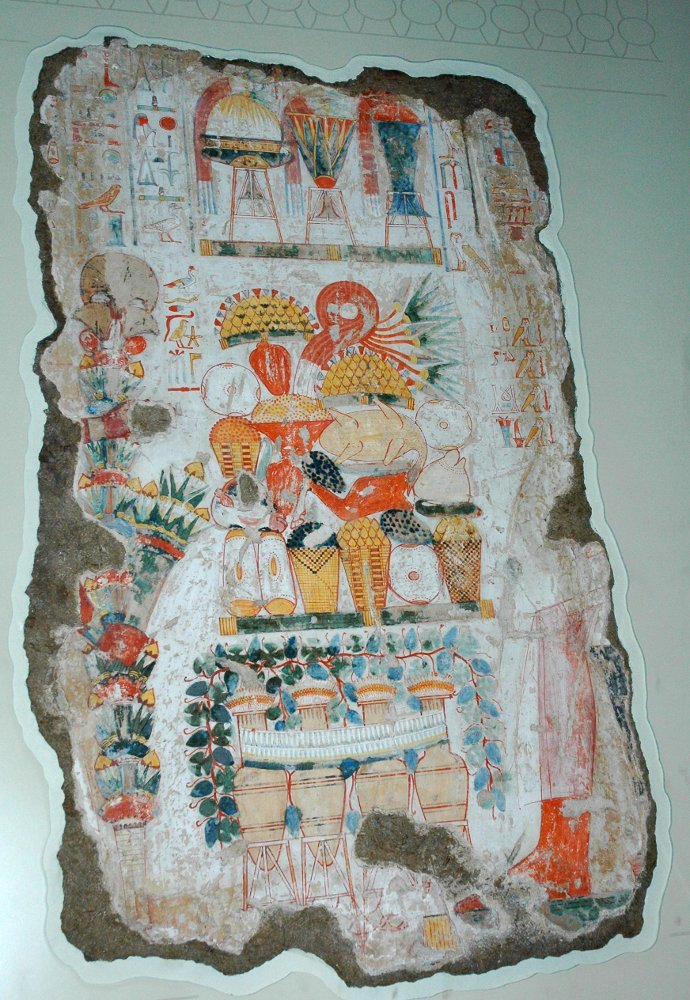
Opferszene aus der Grabkapelle des Nebamun

Das Darbringen von Essen für den verstorbenen Grabbesitzer (Totenopfer) ist eine Schlüsselszene der Grabkapelle, da es ihre Hauptaufgabe bildlich wiedergibt und eines der ältesten Motive in der ägyptischen Begräbniskunst ist. Die Grabkapelle war der Ort, an dem der Kult für Nebamun zur Zeit des Begräbnisses und zu verschiedenen Festen zelebriert wurde.
Basierend auf hinterbliebenen Spuren und aus ähnlichen Szenen aus anderen Gräbern geht hervor, dass das Fragment Teil einer größeren Szene war, in welcher der Sohn ein Opferritual für seinen verstorbenen Vater durchführt. Die Szene war einerseits ein Idealbild, wie man nach dem Tod fortbesteht, und andererseits eine Darstellung der eigentlichen Opferpraktiken, die an diesem Ort durchgeführt wurden. In der Mitte der Szene befinden sich die Opfergaben, welche vor der Darstellung des Nebamun aufgeführt wurden. Vom opfernden Sohn sind allerdings nur die Hand links in der Mitte und vom Kultempfänger die Beine unten rechts zu erkennen. D'Athanasis Augenmerk lag vermutlich auf der Darstellung der Opfergaben, wie man an einem Sägeschnitt an der oberen rechten Ecke erkennt, wo ein erster Versuch gemacht wurde, die Szene von der Wand zu entfernen, bevor ein größeres Stück entfernt wurde.

### Bankettszene
Die Bankettszene besteht aus drei Fragmenten aus dem British Museum und zwei kleinen Fragmenten aus dem Musée des Beaux-Arts in Lyon. Das Bankett ist eine der Hauptszenen in den Grapkapellen der 18. Dynastie. Sie zeigt die Zusammenkunft von Freunden und Verwandten des Grabherrn, die von Tänzerinnen und Musikanten unterhalten und mit Essen, Wein und Parfum bedient werden und mit dem Grabherrn und seiner Frau, die eine Ehrenposition einnehmen, zusammensitzen. Manche Gäste sind als bereits verstorben angedeutet, was auf eine idealisierte und zeitlose Darstellung von Feierlichkeiten hinweist. Sie zeigt aber auch das Leben, welches Nebamun zu Lebzeiten genoss, und den Verwandten- und Bekanntenkreis, wie er sich zur Beerdigung und an anderen Festen in seinem Grab einfindet.

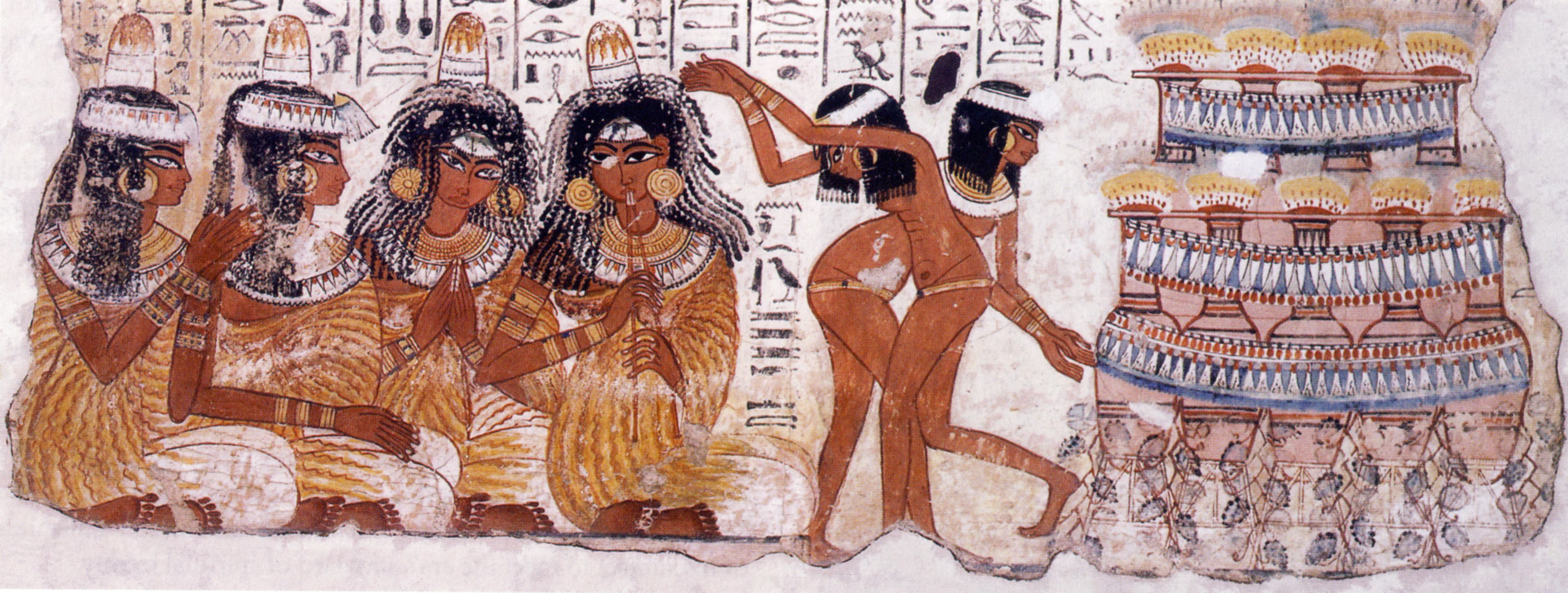
Teil der Bankettszene: Musikantinnen und Tänzerinnen
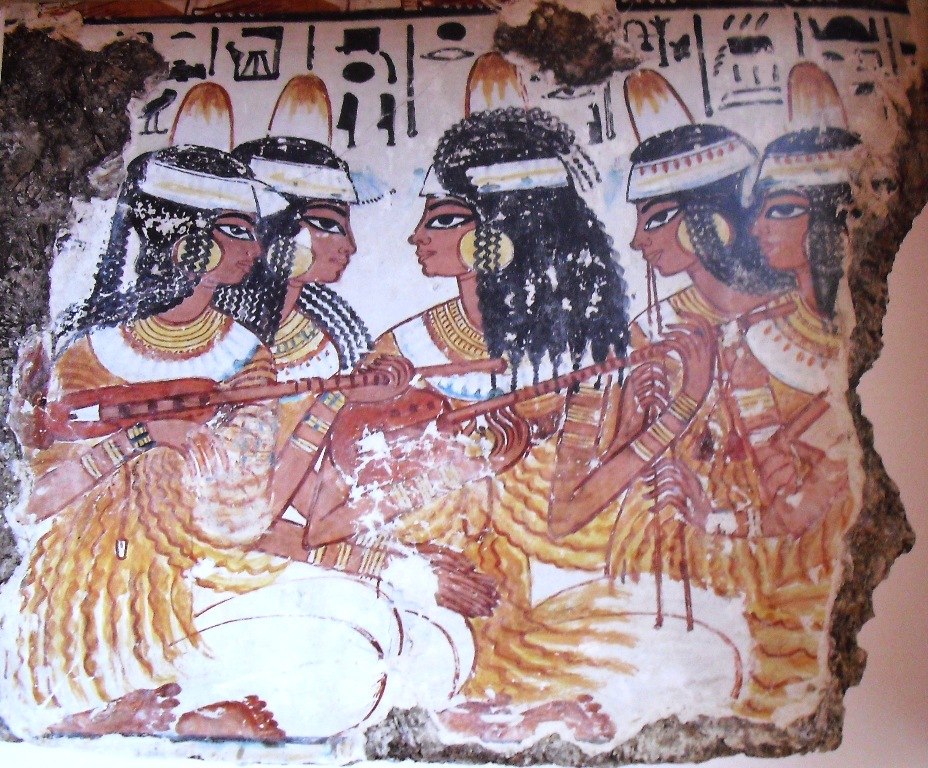
Detail der Bankettszene, Musikantinnen mit Lauten und Flöten
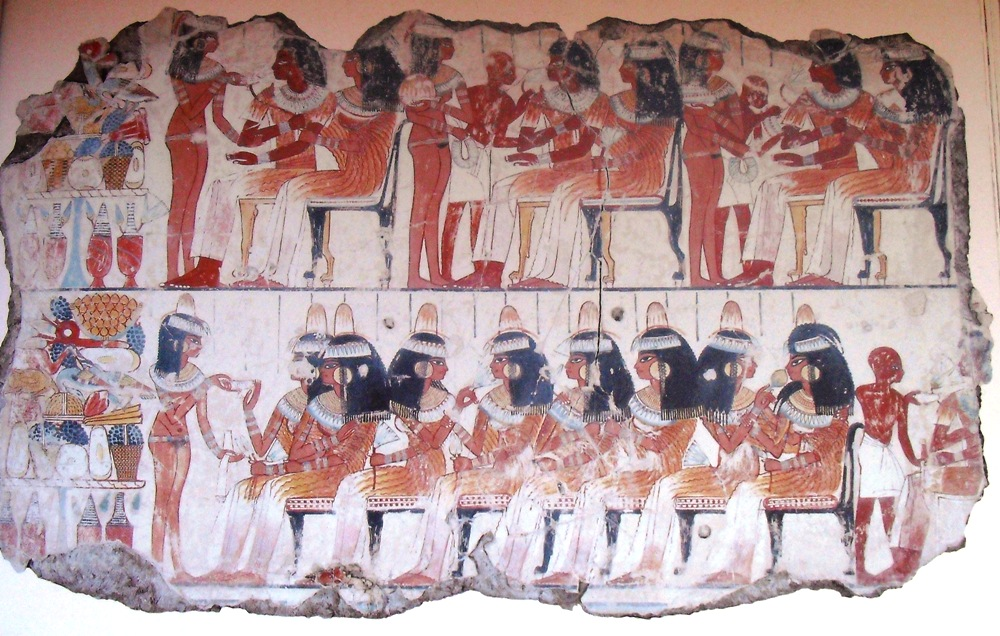
Fragment der Bankett-Szene

### Besichtigung von landwirtschaftlichen Erzeugnissen
Diese Szene beinhaltet drei Fragmente, die in zwei Registern angeordnet waren. Sie zeigen Nebamun, wie er Tiere beaufsichtigt, die aus Gütern stammten, in denen er die Aufsicht führte oder die ihm selber gehörten. Diese domestizierten Tiere dienten der Zubereitung auserlesener Speisen, und die sorgfältige Komposition der Szene zeugt von Wohlstand und Lebhaftigkeit. Diese Szene zeigt aber nicht nur den Reichtum und Überfluss, den Nebamun im Jenseits erwartet, sondern auch seine berufliche Tätigkeit, welche ihn zu Wohlstand und Ansehen im diesseitigen Leben brachte.

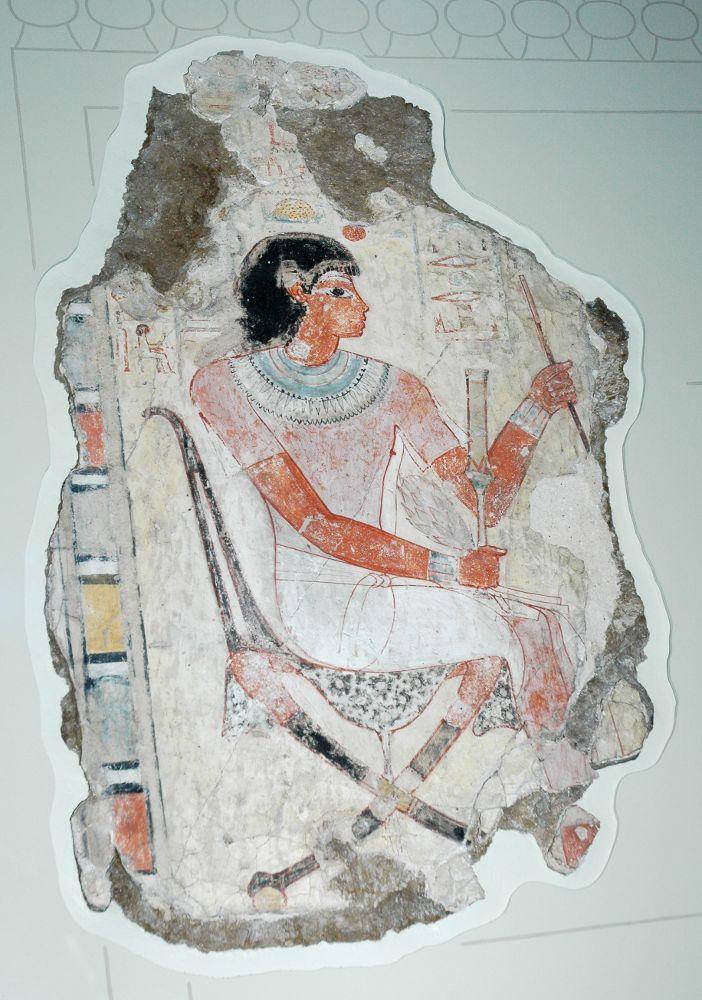
Nebamun, der sitzend die landwirtschaftlichen Erzeugnisse besichtigt
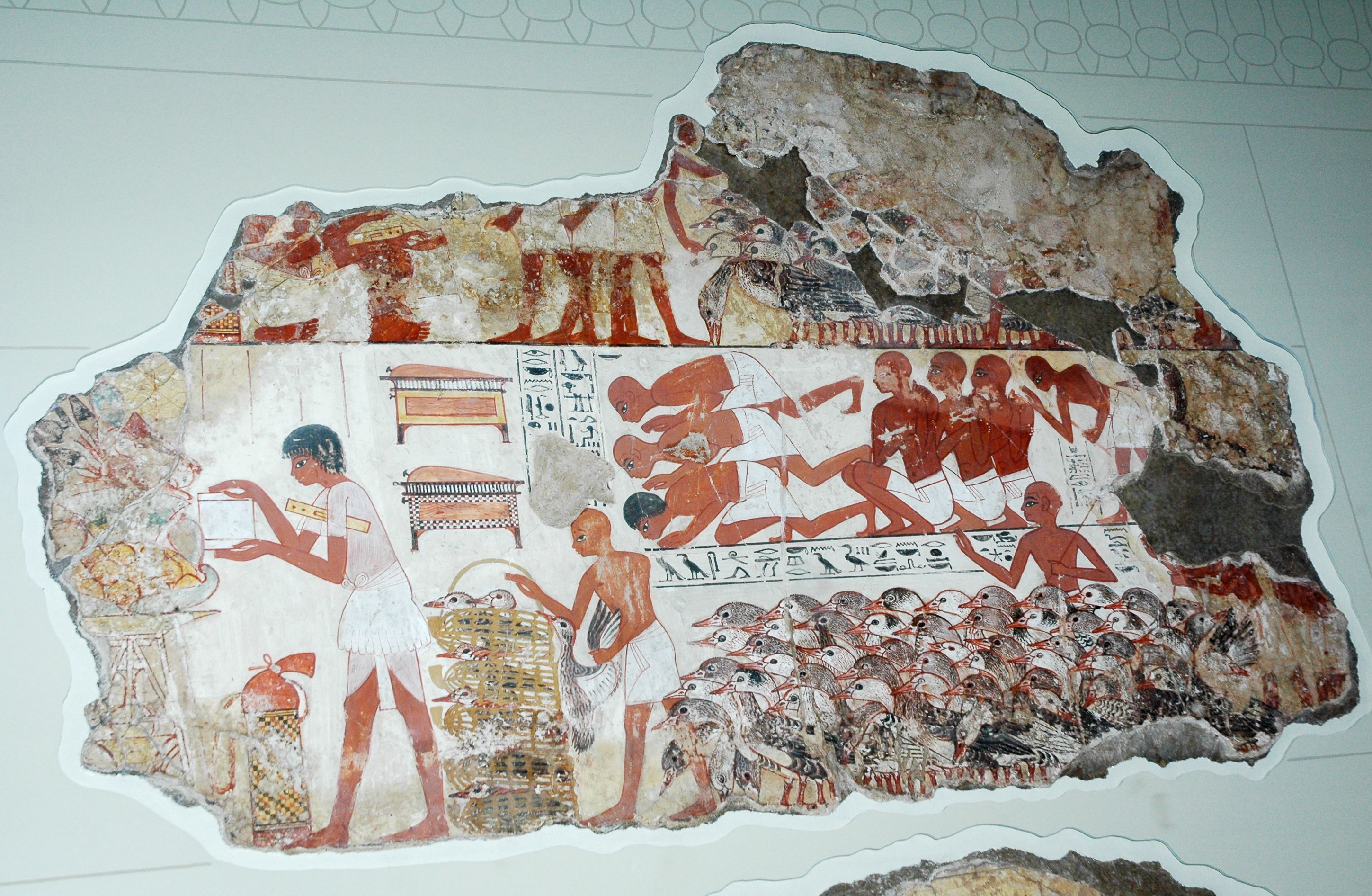
Darbietung von Gänsen
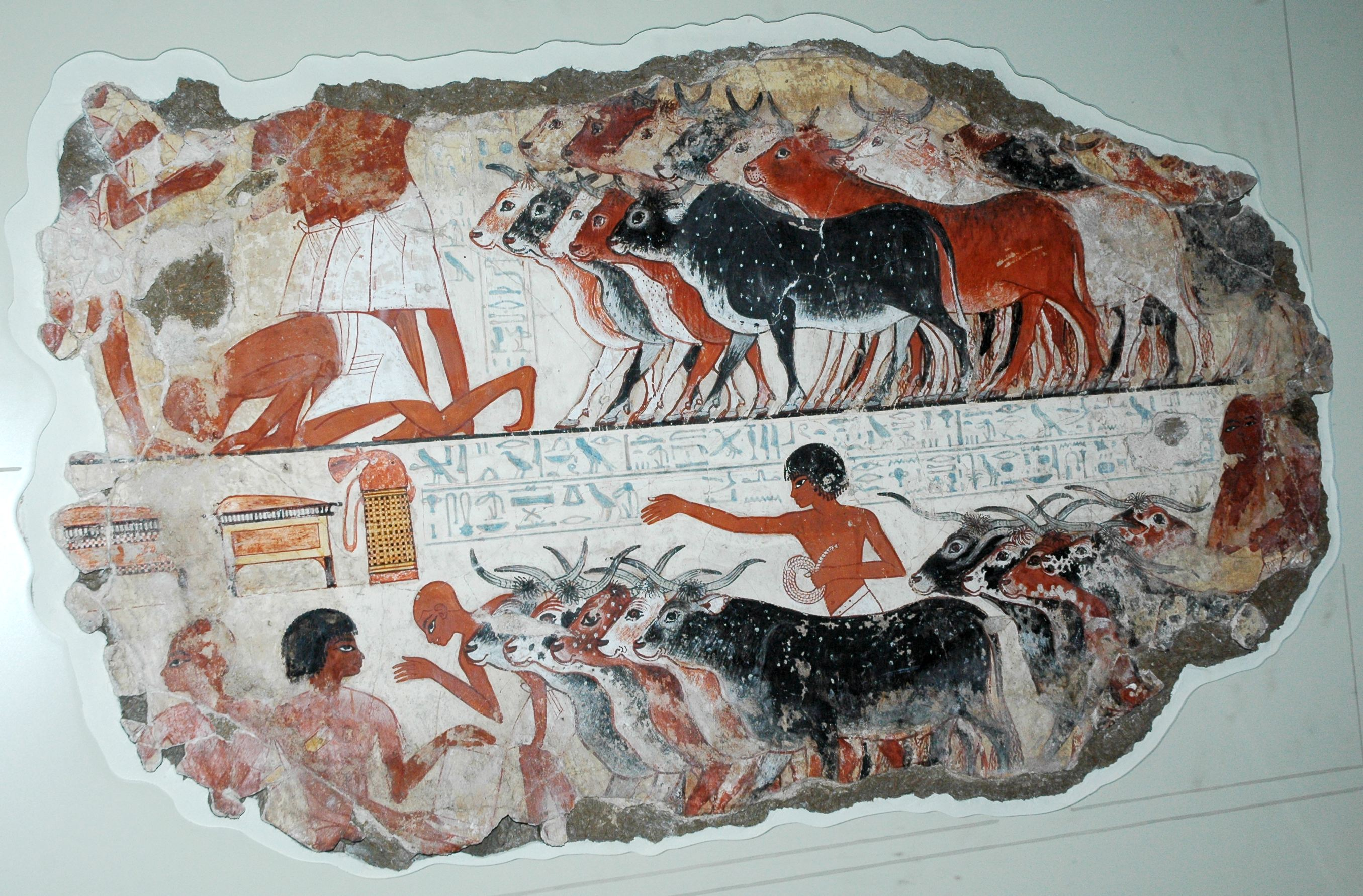
Darbietung von Vieh

### Jagd im Papyrusdickicht

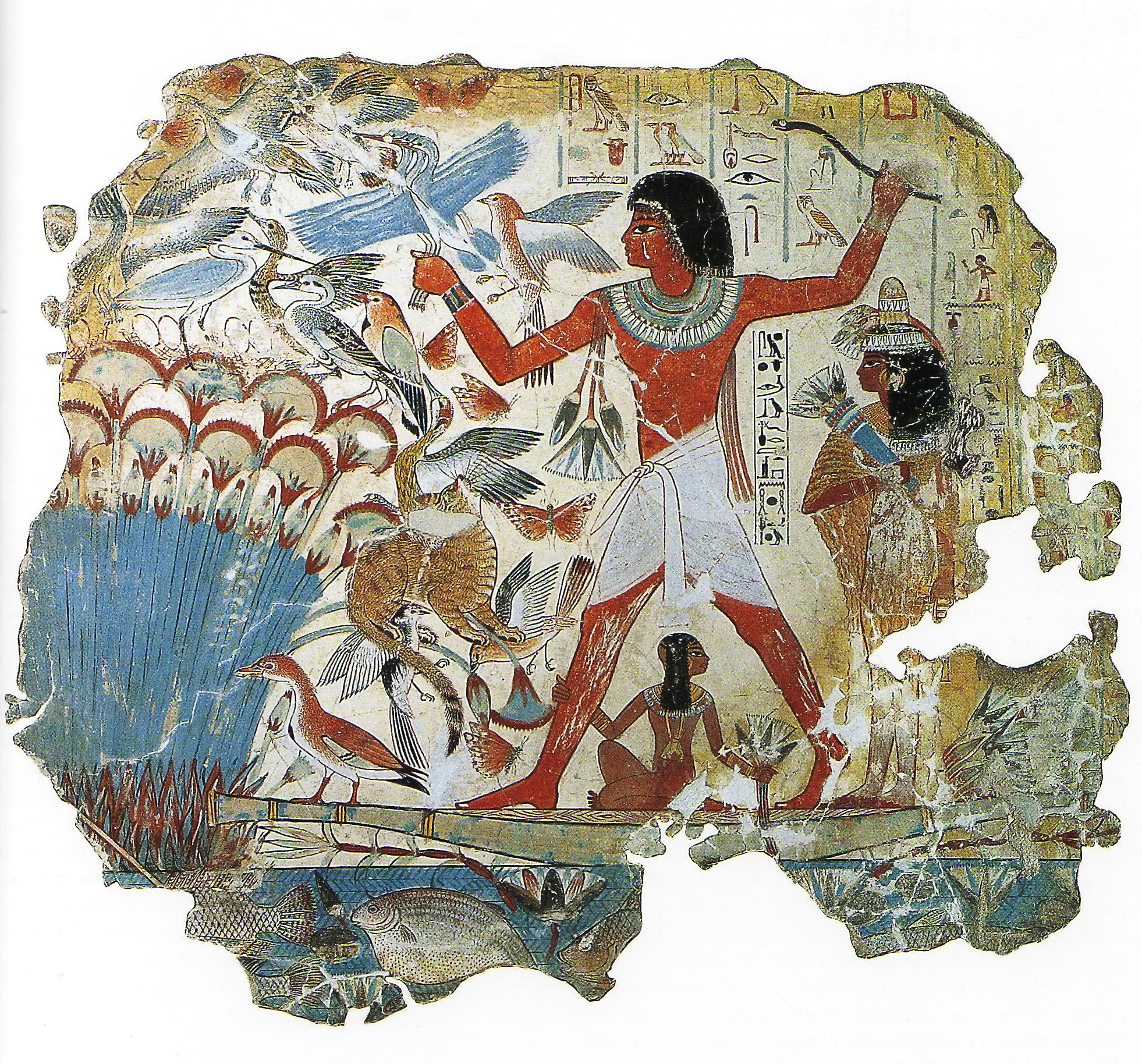
Jagd im Papyrusdickicht

Diese überfüllte und lebhafte Szene, die den verstorbenen Nebamun bei der Jagd auf Vögel im Papyrusdickicht zeigt, ist ikonographisch eine der wichtigsten Szenen und gilt in ihrer Komposition als Meisterwerk. Die athletische Figur Nebamuns dominiert die Szene, indem er mit gespreizten Beinen in einem Boot steht und in der rechten Hand ein schlangenköpfiges Wurfholz und in der linken Hand drei flatternde Reiher hält. Hinter ihm steht seine Frau Hatschepsut mit Lotosblumen, Knospen und Parfum-Kegel auf dem Kopf. Zwischen Nebamuns Beinen sitzt seine Tochter und hält mit der rechten Hand eines seiner Beine, und mit der linken pflückt sie Lotosblumen. Als Zeichen ihrer Jugend ist sie nackt und trägt nur einen Halskragen mit Blumenschmuck und einen goldenen Anhänger. Auch ihre Frisur deutet ihre Jugend an: Sie trägt einen einzelnen, dicken Haarzopf, welcher entlang ihres Gesichts herunterfällt, die sogenannten Jugendlocke.
Die Jagd im Papyrusdickicht ist ein seit dem Alten Reich bekanntes Motiv, und die Interpretationen gehen in der Frage, wie wahrheitsgetreu oder symbolisch es aufzufassen ist, auseinander. Die Vogeljagd stellt ein Mittel der Nahrungsmittelbeschaffung und eine Freizeitbeschäftigung der Oberschicht dar, sie hatte aber sicherlich auch einen stark symbolischen Gehalt. Das Papyrusdickicht gilt als mythische Stätte der Fruchtbarkeit und Regeneration und ist als erotischer Ort häufig mit der Göttin Hathor assoziiert. Auch der Vogel am Bug des Schiffes und Schmuck, Kleidung und Perücke der Frau sind erotisch aufgeladene Elemente. Die Jagd-Aspekte des Bildes ihrerseits sind ein Symbol für den Sieg über die chaotischen, die göttliche Weltordnung bedrohenden Kräfte. Diese Anspielungen vereint erzeugen die Lesung der Szene als ein Bild von erotischer Regeneration, Wiedergeburt und ewiger Unterhaltung, die über das Chaos, die Unordnung und den Tod triumphieren.

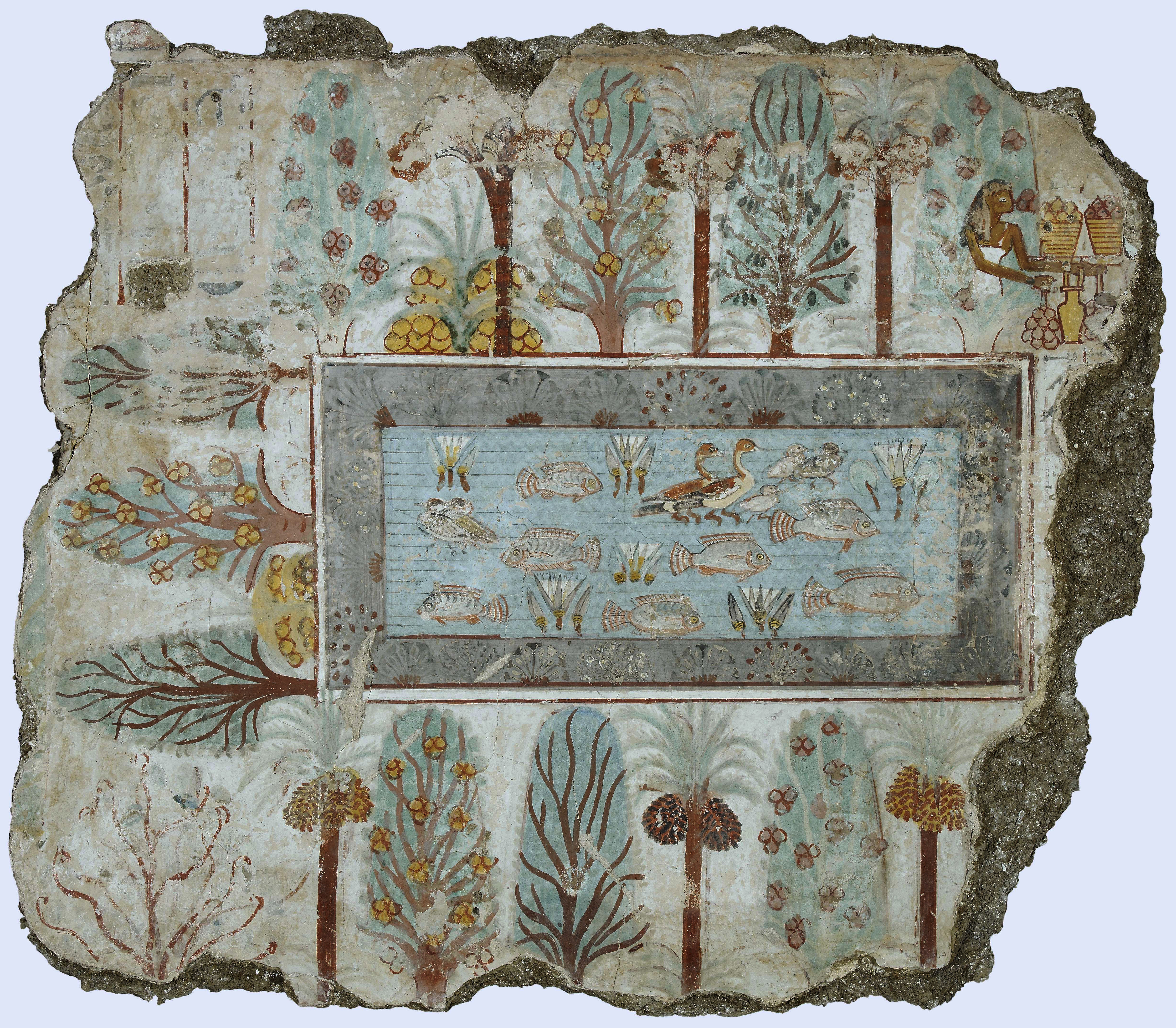
Garten des Westens

### Garten des Westens
Diese Szene zeigt einen Garten im Jenseits mit einer Göttin, die Nebamun in einem paradiesartigen Anwesen empfängt. Im Zentrum des Gartens befindet sich ein Teich, in dem es von Tilapia-Fischen wimmelt und in dem zwei Gänse und zwei Enten mit drei Küken schwimmen. Aus den Wellenlinien tauchen Lotosblumen, Knospen und Blätter hervor. Um den Teich ist eine Einfassung mit Papyrus und anderen Pflanzen angelegt, die wiederum auf drei Seiten von Baum- und Buschreihen aus Sykomoren, Palmen und Alraunen gesäumt wird.
In der oberen rechten Ecke tritt aus den Sykomoren die kleine Gestalt einer Gottheit heraus, die Früchte opfert. Sie ist die mütterliche Himmelsgöttin Nut, eine Schutzheilige der Wiedergeburt. Sie stand ursprünglich gegenüber einer stehenden oder sitzenden Darstellung Nebamuns, möglicherweise zusammen mit seiner Frau, welche sie im Garten als heiligen Ort ewiger Freude und Komfort willkommen hieß.

## Forschungs- und Konservierungsarbeiten
Zwischen 2000 und 2009 führte das British Museum umfangreiche Forschungs- und Konservierungsarbeiten an den Malereien durch, deren Ziel u. a. die Ermittlung der Herkunft und die Ausstellung in einem geeigneten Sinnzusammenhang war. Während der Konservation wurden die Malereien vom Gipsputz gelöst, welcher im 19. Jahrhundert auf die Rückseite aufgetragen wurde. Dies bot die seltene Gelegenheit, eine wissenschaftliche Untersuchung der Techniken und Materialien der Malereien durchzuführen. So konnten die ursprünglichen Materialien (Verputz, Pigmente und Farbträger) und Materialien, die bei früheren Konservierungs- und Restaurierungsarbeiten hinzugefügt wurden, identifiziert werden.